# Newbury Park (metropolitana di Londra)
Newbury Park è una stazione della linea Central della metropolitana di Londra.

## Storia
La stazione di Newbury Park aprì il 1º maggio 1903, originariamente come fermata della linea, conosciuta come Fairlop Loop che da Ilford portava a Woodford, gestita dalla compagnia Great Eastern Railway (GER).
Questa linea, disegnata per stimolare lo sviluppo urbano, ha avuto la vita segnata: a seguito del 1921 Railways Act, la compagnia GER è confluita nella London & North Eastern Railway (LNER).
Negli anni successivi, tra il 1935 e il 1940, insieme a molti altri tratti ferroviari della zona, la linea è stata trasformata nell'espansione orientale della linea Central.
I lavori incominciarono nel 1938, ma l'anno successivo, con l'inizio della seconda guerra mondiale, sono stati sospesi fino al 1945.
Questi lavori comprendevano la costruzione del nuovo tunnel della metropolitana da Leytonstone a Newbury Park via Redbridge che sarebbe servito per collegare l'esistente linea Central, con il ramo "Ilford-Woodford".
A fine lavori, la linea Central, che era già elettrificata, fu prolungata fino alla stazione di Newbury Park, in attesa dell'elettrificazione del tratto tra Newbury Park e Hainault. Nel 1948, Newbury Park cessò di essere capolinea quando finirono i lavori di elettrificazione del tratto tra Newbury Park e Hainault.
Nel frattempo, i binari che collegavano la stazione con il deposito di Ilford furono dismessi nel 1947, mentre quelli che la collegavano con Seven Kings nel 1956.
Per la stazione, danneggiata severamente durante la guerra, fu proposta la ricostruzione. Questa però non fu attuata a causa dello stato delle finanze del dopoguerra.
La stazione originale, la cui architettura era molto simile alla stazione di Chigwell fu, dunque, demolita nel 1956 e sostituita dall'attuale.
La peculiarità prominente della stazione è l'adiacente stazione degli autobus, progettata da Oliver Hill e aperta nel luglio del 1949. Dal 19 marzo 1981 è un monumento classificato di grado II.

## Strutture e impianti
Si tratta di una stazione con due binari serviti da due banchine laterali coperte da pensiline; il fabbricato viaggiatori venne costruito a est dei binari, e collegato alle banchine tramite un sovrappassaggio.
Attaccato al fabbricato viaggiatori si trova la stazione degli autobus progettata da Oliver Hill.
Nel 2009, a causa di problemi finanziari, la Transport for London decise di sospendere i lavori su un progetto per consentire l'accessibilità alla stazione di Newbury Park e ad altre cinque stazioni, citando come giustificazione il fatto che si tratta di stazioni non particolarmente trafficate e situate a una o due fermate di distanza da stazioni prive di barriere architettoniche.  Newbury Park si trova a tre fermate di distanza da Hainault, che ha ingressi accessibili a persone disabili. Prima che il progetto fosse abbandonato, la TfL aveva speso circa 4,6 milioni di sterline.
Nel dicembre 2016 è stato annunciato che Newbury Park sarebbe stata resa accessibile a passeggeri diversamente abili. La data prevista per la conclusione dei lavori era il 2019. I lavori sono stati completati in anticipo sui tempi previsti nel novembre 2018, con l'installazione di due ascensori.
La stazione rientra nella Travelcard Zone 4.

## Galleria d'immagini

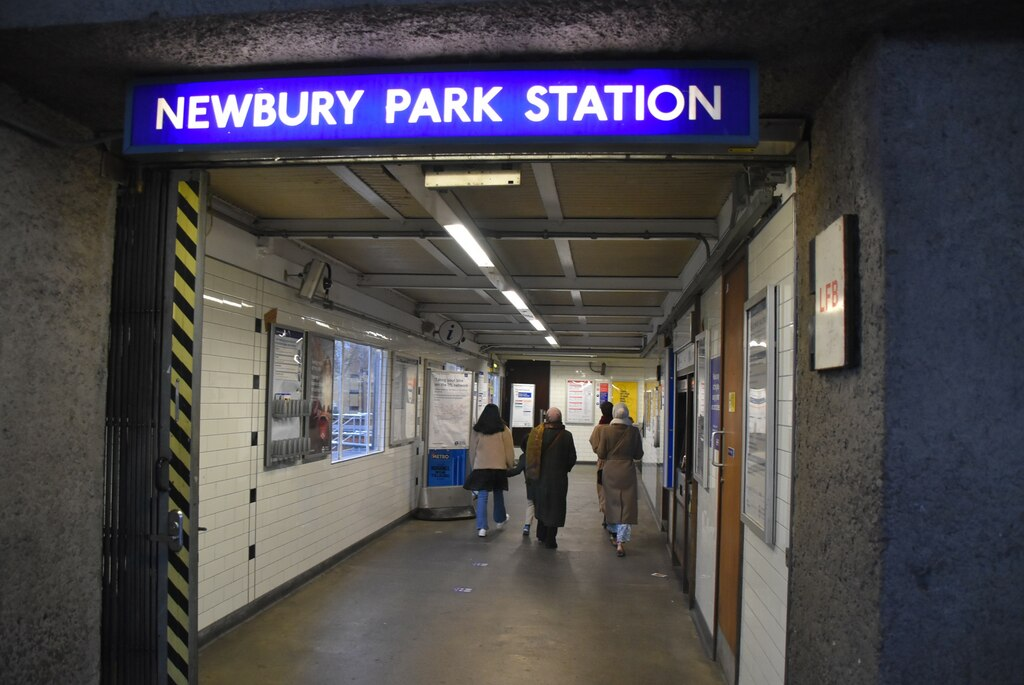
Ingresso dal sottopassaggio sotto la stazione degli autobus.
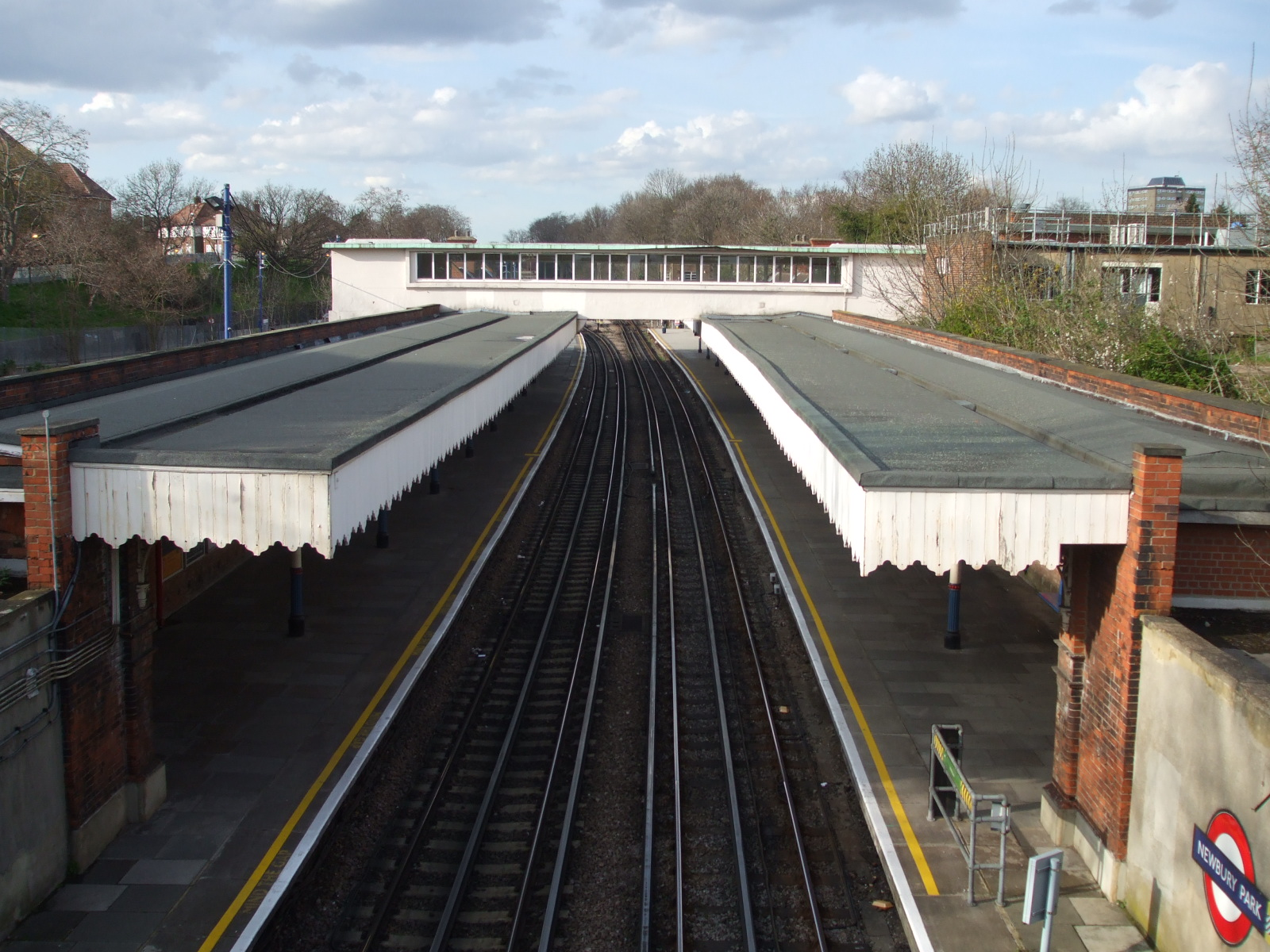
La stazione da un ponte nelle vicinanze.
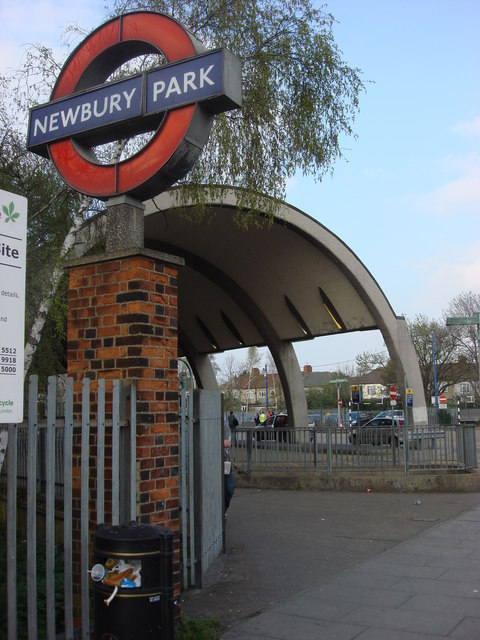
Stazione degli autobus di Newbury Park.

## Interscambi
Nelle vicinanze della stazione effettuano fermata alcune linee urbane automobilistiche, gestite da London Buses.
- Fermata autobus
- Stazione taxi[8]

## Servizi
La stazione dispone di:
- Biglietteria a sportello
- Biglietteria automatica
- Sala d'attesa
- Sportello bancomat (per sterline ed euro)
- Telefono pubblico
- Servizi igienici
- Stazione video sorvegliata
- Parcheggio di scambio
- Wi-Fi